# پرتقالی (میوه)

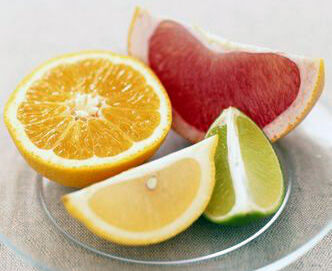
چند نوع از مرکبات

پرتقالی (انگلیسی: Hesperidium) نوعی میوهٔ سته است با روبَر چرمی که حجره‌های آن را کرک‌های آب‌دار پر کرده‌است.